# 只管
| ウィキペディアには「只管」という見出しの百科事典記事はありません（タイトルに「只管」を含むページの一覧/「只管」で始まるページの一覧）。 代わりにウィクショナリーのページ「只管」が役に立つかもしれません。 |